# Saut en longueur masculin aux championnats du monde d'athlétisme 1997
Navigation
Göteborg 1995 Séville 1999
L'épreuve du saut en longueur masculin des championnats du monde d'athlétisme 1997 s'est déroulée les 3 et 5 août 1997 au Stade olympique d'Athènes, en Grèce. Elle est remportée par le Cubain Iván Pedroso.

## Résultats

### Finale
| Rang               | Athlète                | Pays        | Essais | Essais | Essais | Essais | Essais | Essais | Marque | Notes |
| Rang               | Athlète                | Pays        | 1      | 2      | 3      | 4      | 5      | 6      | Marque | Notes |
| ------------------ | ---------------------- | ----------- | ------ | ------ | ------ | ------ | ------ | ------ | ------ | ----- |
| Médaille d'or      | Iván Pedroso           | Cuba        | 8.42   | X      | X      | X      | X      | 7.60   | 8.42 m | SB    |
| Médaille d'argent  | Erick Walder           | États-Unis  | 8.29   | 8.15   | 8.29   | 8.36   | 8.30   | 8.38   | 8.38 m | SB    |
| Médaille de bronze | Kirill Sosunov         | Russie      | 8.04   | 7.89   | 8.05   | 8.12   | 7.83   | 8.18   | 8.18 m | SB    |
| 4                  | James Beckford         | Jamaïque    | X      | 8.07   | 7.92   | 8.14   | 6.62   | 7.85   | 8.14 m | SB    |
| 5                  | Nélson Carlos Ferreira | Brésil      | 7.97   | X      | 8.04   | X      | 6.63   | X      | 8.04 m | SB    |
| 6                  | Aleksandr Glavatskiy   | Biélorussie | 7.98   | 6.99   | 7.90   | 8.03   | X      | X      | 8.03 m | SB    |
| 7                  | Cheikh Touré           | Sénégal     | 7.81   | 7.98   | 7.92   | 7.98   | 7.98   | 7.91   | 7.98 m |       |
| 8                  | Kevin Dilworth         | États-Unis  | 7.88   | X      | X      | X      | X      | X      | 7.88 m |       |
| 9                  | Masaki Morinaga        | Japon       | 7.70   | 7.72   | 7.86   |        |        |        | 7.86 m |       |
| 10                 | Lao Jianfeng           | Chine       | 7.76   | X      | 7.59   |        |        |        | 7.76 m |       |
| 11                 | Bogdan Tudor           | Roumanie    | 7.66   | 7.51   | 7.65   |        |        |        | 7.66 m |       |
| —                  | Maurice Wignall        | Jamaïque    | X      | X      | X      |        |        |        | NM     |       |

## Légende
Records et Performances
- AR : Record continental (area record)
- CR : Record des championnats (championship record)
- MR : Record du meeting (meet record)
- NR : Record national (national record)
- OR : Record olympique (olympic record)
- PR : Record paralympique (paralympic record)
- PB : Record personnel (personal best)
- SB : Meilleure performance personnelle de la saison (season's best)
- WL : Meilleure performance mondiale de l'année (world leader)
- WJR : Record du monde junior (world junior record)
- WR : Record du monde (world record)

Circonstances et Conditions
- DNF : N'a pas terminé (did not finish)
- DNS : N'a pas pris le départ (did not start)
- DQ : Disqualification (disqualification)
- NM : Aucun essai valable enregistré (No Mark)
- Q : Qualifié « directement » au prochain tour (ou à la prochaine compétition), lors d'une compétition majeure, grâce au classement ou à la réalisation des minima (automatic qualifier)
- q : Qualifié au prochain tour (ou à la prochaine compétition), lors d'une compétition majeure, grâce au repêchage ou à la réalisation de l'une des meilleures performances parmi celles des « non qualifiés directement » (grâce au meilleur temps ou à la meilleure distance par exemple) (secondary qualifier)